# Margareta Ingelstam
Margareta Ingelstam, född 30 maj 1937, är utbildare, författare, redaktör och fredsaktivist. 
Margareta Ingelstam växte upp i Ludvika. År 1969 redigerade Ingelstam boken Adoptera - ett alternativ, om internationell adoption som ett naturligt sätt att bilda familj. Den ledde till att Adoptionscentrum bildades och Ingelstam blev den första ordföranden. Under 1970-talet arbetade hon som utvecklingsstrateg på TRU och under 1980-talet  som producent och projektledare på Utbildningsradion. Ett viktigt fokus har varit utbildning/”empowerment” och opinionsbildning för icke-våld, rättvisa och fred. Under åren 1995 – 2002 var hon samordnare och projektledare för fredsprojekt inom Sveriges kristna råd. I samarbete med andra har Ingelstam initierat och arbetat med program och sammanslutningar för förebyggande av våld och väpnad konflikt och fredsbyggande, t.ex. Fredsövervakning i Sydafrika 1993-94, nätverket Forum för Fredstjänst, 1995 – 2006, EU-programmet Building a Democratic Society Based on a Culture of Non Violence, Postwar Peace Building in Eastern Croatia, 1998 – 2003, Ekumeniska Följeslagarprogrammet i Palestina och Israel, SEAPPI, 2002 - , sammanslutningen Operation 1325, 2003 -  och Partnerskap 2014, 2012 - .
Margareta Ingelstam är gift med Lars Ingelstam och de har fem döttrar, däribland Lena Ingelstam.
Hon har tillhört Svenska Missionskyrkan och tillhör nu Equmeniakyrkan.

## Medverkan i internationella antologier
- 1994	A World without Violence, red. Arun Gandhi, M K Gandhi Institute for Non Violence, 1994
- 2000	Peace is Possible, red. Fredrik F Heffermehl, International Peace Bureau, 2000
- 2001	Peacebuilding, A Field Guide, red. Luc Reychler och Thania Paffenholz, Lynne Rienner Publishers, 2001

## Förtroendeuppdrag
- 1976 – 1980, ledamot av Commission on Community Media, Europarådet
- 1977 – 1981, ledamot av riksdagens utredning om video och framtiden, slutbetänkande SOU 1981:55[7]
- 1974 – 1981, Statens Kulturråd, ledamot av Nämnden för litteratur och bibliotek och Fonogramutredningen
- 1982 – 1983, generalsekreterare och 1983 – 1986 ordförande för Kristna Fredsrörelsen
- 1984 – 1992, ledamot av styrelsen för International Fellowship of Reconciliation[8]
- 1991    Mac Arthur Foundation Peace Scholar, Loyola University, Chicago
- 2002 – 2006, ledamot av Niwano Peace Foundation, Tokyo[9]

## Priser
- 2008 	Årets Martin Luther King-pris [10]
- 2009 	Ickevåldsfondens[11] hederspris